# Caesalpinia spinosa
Caesalpinia spinosa és una espècie de planta de la família de les lleguminoses que proporciona l'additiu alimentari goma tara. És un petit arbre o un arbust natiu del Perú. C. spinosa es cultiva com a font de tanins basats en l'estructura de l'àcid quínic. També es cultiva com planta ornamental per les seves flors i llegums acolorits. És un arbre perenne que es troba a ple Sol, a sòls sorrencs i necessita molt poca aigua.

## Descripció

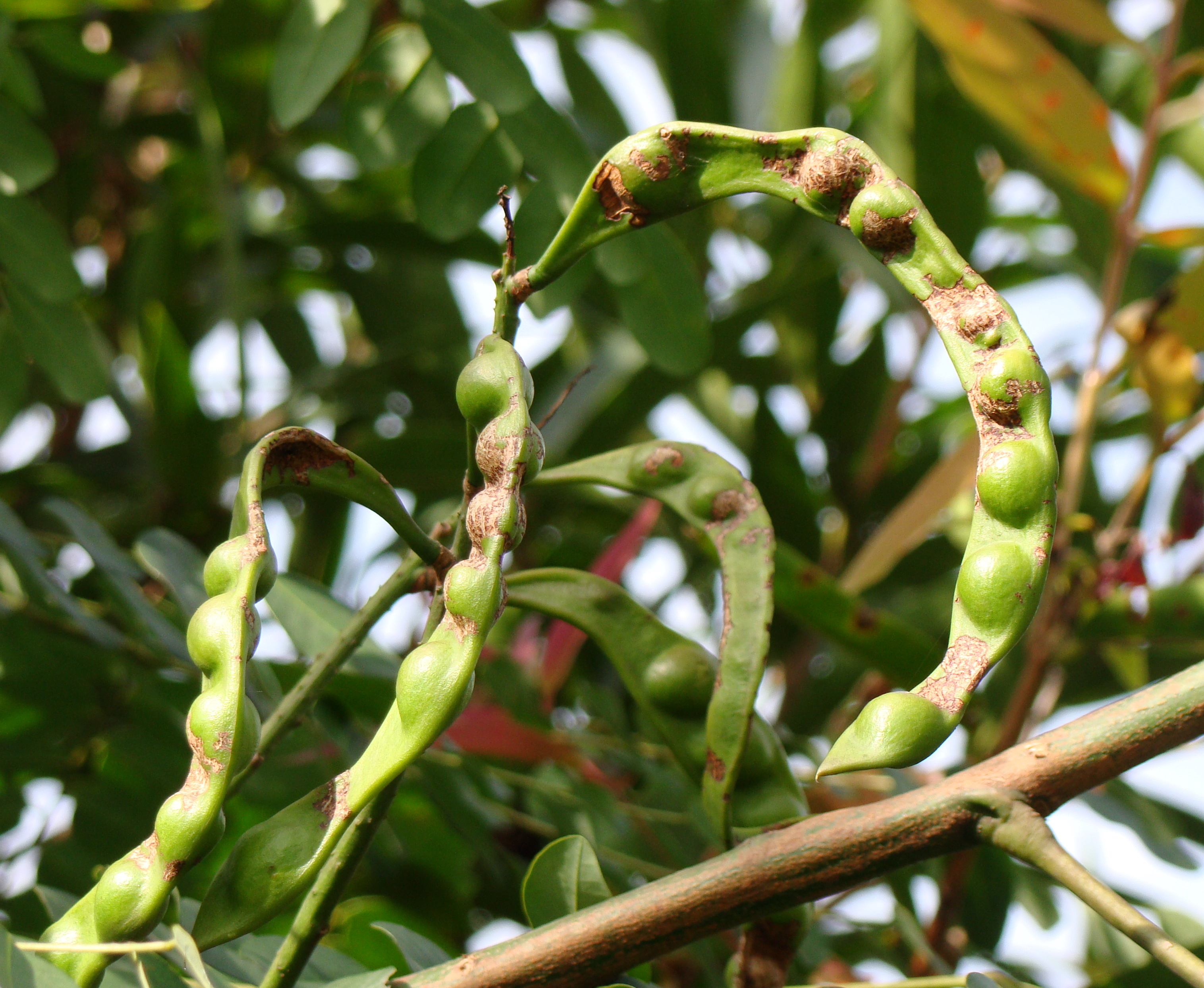
Fruits

C. spinosa arriba a mesurar una mida de 2-5 m d'alçada, amb una escorça de color gris fosc, amb espines disperses i branques peludes. Les fulles són alternes, perennes, sense d'estípules, bipinnadesm i sense glàndules peciolars ni raquis. Les fulles es componen de 3 a 10 parells de folíols primaris de 8 cm de longitud i 5-7 parells de folíols el·líptics secundaris, cadascun d'aproximadament 1,5 a 4 cm de longitud. Les inflorescències són terminals, de 15 a 20 cm de longitud en raïms amb moltes flors i cobert de pèls diminuts. Les flors són d'un color groc a taronja, amb pètals de 6-7 mm. El sèpal més baix té forma de vaixell amb moltes dents marginals; estams de color groc, irregulars de longitud i que sobresurten només una mica. El fruit és una superfície plana, oblonga, indehiscent, d'uns 6-12 cm de longitud i 2,5 cm d'ample, contenint de 4 a 7 llavors negres, rodones, i que envermelleixen quan estan madures.

## Usos
Els llegums de C. spinosa proporcionen tanins que es fan servir per fer cuir.
La goma de tara és blanca o beige, gairebé inodora, es prepara de l'endosperma de les llavors fent-ne una pols. El principal component de la goma tara és el galactomanà i es fa servir d'additiu alimentri com la goma de garrofí i la goma guar entre d'altres. Es fa servir com a agent espessidor i estabilitzador.

## Noms i sinònims
Sinònims: Poinciana spinosa MOL., Caesalpinia pectinata CAV., C. tara, C. tinctoria HBK, Coulteria tinctoria HBK, Tara spinosa, Tara tinctoria.
Noms comuns: Spiny holdback; tara, taya, algarroba tanino (Perú).